# Самодрин, Владимир Петрович
Владимир Петрович Самодрин — советский хозяйственный, государственный и политический деятель.

## Биография
Родился в 1932 году. Член КПСС.
Окончил Днепропетровский горный институт.
В 1952—1955 — секретарь комитета ЛКСМУ Днепропетровского горного института.
В 1964—1968 — первый секретарь Жовтневого райкома КП Украины города Днепропетровска.
В 1970—1987 — председатель Днепропетровского областного Совета профсоюзов.
Делегат XXIV, XXV, XXVI и XXVII съездов КПСС.
Жил в Днепропетровске.

## Награды
- Орден Октябрьской Революции (22.12.1977)
- Орден Трудового Красного Знамени (25.08.1971, 08.12.1973)
- Орден Знак Почёта (1966)

## Сочинения
- Самодрин, Владимир Петрович. Поступь десятой : [Сборник] / В. П. Самодрин, П. А. Недобывайло, В. А. Ивлев. — Днепропетровск : Промiнь, 1980. — 96 с.; 16 см.
- Самодрин, Владимир Петрович. Инициатива, стиль, поиск : Из опыта работы Днепропетр. обл. совета профсоюзов по руководству проф. группами и цеховыми ком. / В. Самодрин, И. Шарубин. — Москва : Профиздат, 1984. — 64 с.; 16 см.
- Самодрин, В. П., Кожушко, А. П. Производственному быту — заботу и внимание. М: Профиздат, 1987.
- Буц, Ю. В., Поставной, В.Г., Самодрин В. П. Аттестация рабочих мест в горной промышленности. М: Недра, 1989.